# Mor
Mor v širším, resp. přeneseném, resp. historickém slova smyslu znamená jakékoliv vážné infekční onemocnění s výrazným dopadem na společnost, v moderní mluvě se v tomto významu už prakticky nepoužívá, ale ve starší literatuře a zejména ve středověkých a raně novověkých kronikách a dějepisných pojednáních je toto pojetí běžné. V užším významu pak znamená konkrétní chorobu způsobovanou bakterií Yersinia pestis. Tento článek se bude dále zabývat tímto užším obsahem pojmu. Mor se jakožto vážné onemocnění kromě lidí vyskytuje i u některých zvířat.

## Lékařské hledisko

### Formy onemocnění

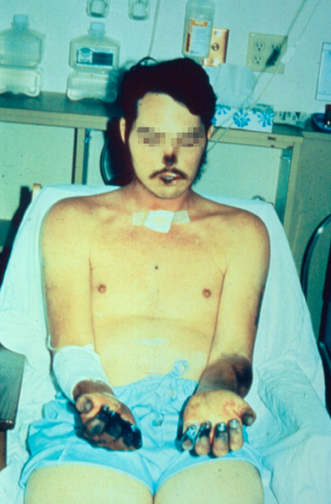
Pacient zasažený dýmějovým morem

Onemocnění způsobuje gramnegativní tyčinkovitá bakterie Yersinia pestis. Onemocnění má tři formy:
- dýmějový mor (bubonická forma)
- septický mor
- plicní mor (pneumonická forma)

Forma bubonická je na člověka přenášena blechami (druhy Pulex irritans, Xenopsylla cheopis), které se infikovaly na nakaženém hlodavci (zejména na kryse, která však příznaky netrpí: nemoc svého přenašeče nehubí). Po kousnutí infikovanou blechou dochází ke zhnědnutí kousance, poté se objeví boule v oblasti mízních uzlin.
Forma plicní se přenáší kapénkovou infekcí z člověka na člověka a je mnohem nebezpečnější. Působí velice rychle a neléčena má velice vysokou úmrtnost (až přes 90 %).

### Příznaky
Po krátké inkubační době dochází k prudkému zvýšení teploty, doprovázenému třesavkou, bolestmi v kloubech a únavou. Pro bubonickou formu je charakteristický hnisavý zánět mízních uzlin, zejména v tříslech a podpaží. Časem dochází k prasknutí hnisavých ložisek, což může způsobit celkovou sepsi. Plicní forma probíhá jako těžký zápal plic s velmi vysokou smrtností. Při neléčené bubonické formě je smrtnost kolem 60 %, při léčbě antibiotiky významně klesá. Z antibiotik jsou účinné chloramfenikol, aminoglykosidy a chinolony. V místech výskytu je též dostupné preventivní očkování.

## Historické epidemie

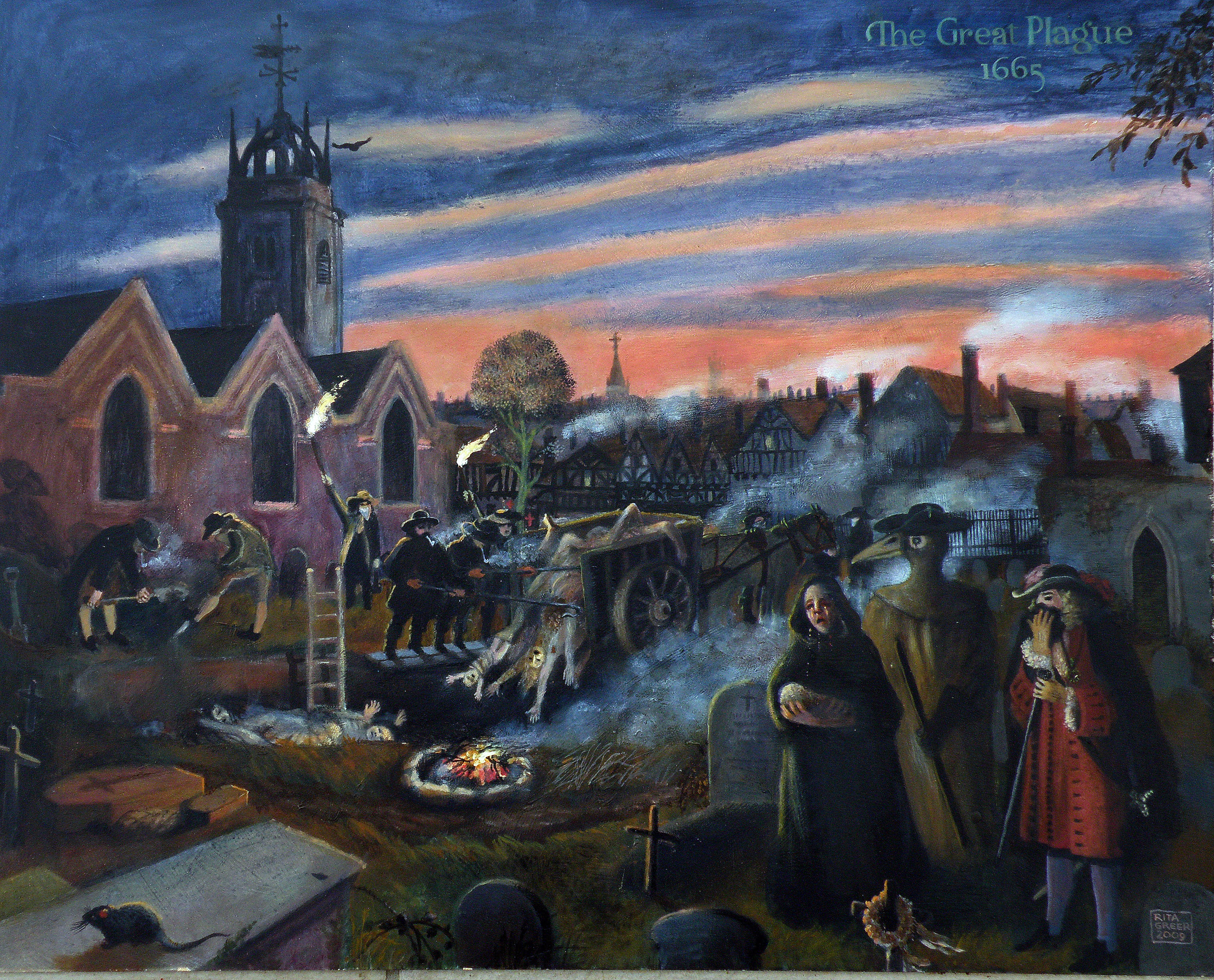
Velký londýnský mor v roce 1665 si vyžádal 70–100 tisíc obětí

### Neolit
Objevily se důkazy, že kolem roku 2900 př. n. l. vypukla epidemie moru mezi příslušníky kultury s nálevkovitými poháry v jižní Skandinávii.

### Justiniánský mor
První historicky doložená epidemie dýmějového moru propukla za panování Justiniána I. v roce 541 v Konstantinopoli, tehdy největším evropském městě. Nákaza se do města dostala zřejmě z Egypta či Etiopie, odkud město dováželo obilí pro své obyvatele. V nejhorších měsících umíralo ve městě až 5000 lidí denně, město ztratilo asi 40 % obyvatel. Epidemie se rozšířila po celé Byzantské říši, zabila asi čtvrtinu obyvatel.
Koncem 6. století, v 7. a 8. století se Evropou šířily další vlny nákazy, již méně virulentní. Celkový počet obětí se odhaduje asi na 25 miliónů.

### Černá smrt

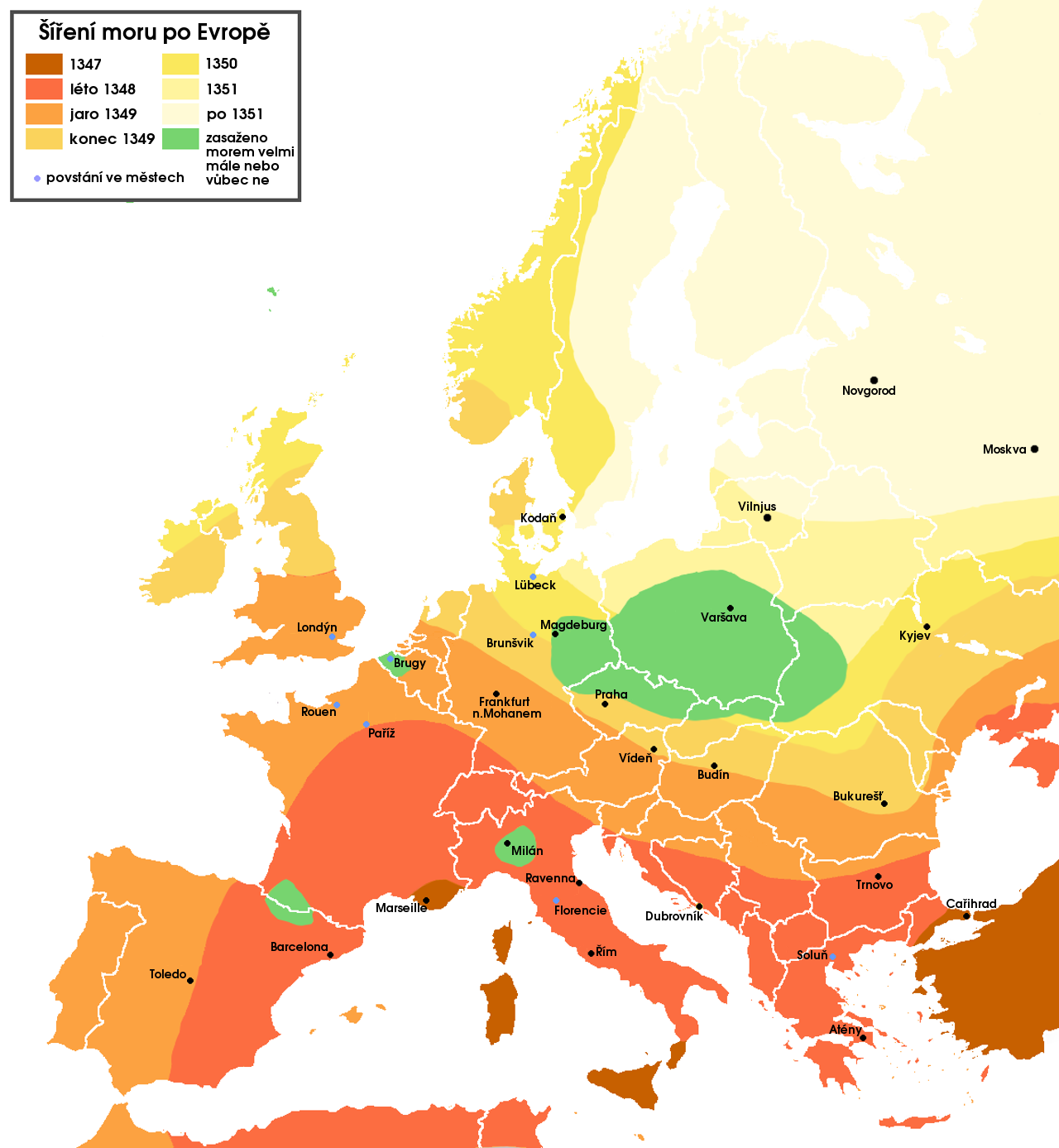
Mapa šíření černé smrti po Evropě

Epidemie zvaná černá smrt vypukla nejdříve ve střední Asii, kde čas od času propukaly pandemie jak u místních kočovných, tak i u již delší dobu usazených civilizací. Důvod jejího rozšíření za hranice střední Asie není zcela jasný, zdá se, že souvisí s výboji Mongolů a pohyby jejich vojsk na velké vzdálenosti.
Původním místem výskytu je dnešní Kyrgyzstán. První zprávy o vypuknutí moru pocházejí z Číny z počátku roku 1330, jako první zasáhl provincii Chu-pej ve střední Číně, odkud se rozšířil do jižních i severních provincií. Odtud se vojenskými přesuny a cestami kupců po karavanních stezkách šířil mor dále na západ. Ze západních asijských stepí se rozšířil jednak do Mezopotámie, Sýrie, na arabský poloostrov a do severní Afriky, jednak do Evropy.
V roce 1347 byl mor poprvé zaznamenán v Konstantinopoli a Trapezuntu, tedy ve městech, která měla čilý obchodní styk s asijským východem. Toho roku mor zasáhl také vojsko krymských Tatarů podporovaných Benátčany, kteří obléhali janovský přístav Kaffa na krymském pobřeží. Obléhání Kaffy je považováno za první užití biologické zbraně, protože obléhající při dobývání města házeli mrtvoly svých nakažených spolubojovníků přes hradby dovnitř města.
Janovská obchodní flotila s nakaženými přistála v říjnu téhož roku v sicilské Messině. Již během plavby zemřelo na nemoc množství námořníků, je pravděpodobné, že kromě toho lodě převážely i nakažené hlodavce, kteří se později stali hlavními přenašeči choroby. Stykem s janovskými námořníky (Messiňané údajně některé opuštěné lodi, jejichž posádky zemřely na mor, chodili bezostyšně rabovat) se mor dostal na Sicílii, do konce roku se mor dostal i do dalších oblastí směrem k Janovu, zejména na ostrovy západně od Itálie a na ligurské a provensálské pobřeží.
V samotném Janově a taktéž v Benátkách se mor poprvé objevil na přelomu let 1347/1348. Z Itálie se šířil během roku 1348 a 1349 do jižní Francie a odtud na Pyrenejský poloostrov, na sever Francie a na Britské ostrovy, ale také na sever od Alp do jižního Německa a středního Podunají. Na Balkán se souběžně šířila nákaza z Řecka. Koncem roku 1349 již byla morem nakažena polovina Evropy. Do roku 1352 se pak dostala nákaza i do severovýchodní Evropy, východních částí Skandinávie a skončila ve východní Evropě.
Tato první celoevropská epidemie moru měla na svědomí 25 miliónů mrtvých, tedy asi 1/3 obyvatel tehdejší Evropy. Viz Černá smrt.
Jen nemnohé oblasti zůstaly moru ušetřeny, zejména díky řídkému osídlení nebo izolaci od obchodních cest.
Agnolo di Tura, autor Sienské kroniky, řádění moru ve městě Siena v roce 1348 popisuje takto:
A lidskému jazyku je nemožné vylíčit tu strašnou věc. Vskutku každý, kdo nespatří tu hrůzu, smí být zván blažený. A oběti umíraly téměř ihned. Otékaly pod pažemi a ve slabinách a padaly k zemi mrtvy během řeči. Otec opouštěl dítě, žena muže, jeden bratr druhého; neboť tato nemoc, zdálo se, zachvacovala dechem a pohledem. A tak umírali. … Na mnoha místech v Sieně se vykopávaly velké jámy a plnily množstvím mrtvých. A umírali po stovkách ve dne v noci a všichni byli vhazováni do těch jam a zahazováni hlínou. A jakmile se tyto jámy naplnily, vykopávaly se další. A já, Agnolo z Tury … jsem vlastníma rukama zakopal svých pět dětí. … A tak mnoho lidí umíralo, že všichni věřili, že je to konec světa.
České země první vlna, zvaná černá smrt, zasáhla jen okrajově. Podle soudobého kronikáře Františka Pražského první vlnu moru vytlačilo z Čech „čerstvé a chladné povětří“. Po první vlně morové epidemie byl v Čechách nějakou dobu klid, pravděpodobně díky suchým rokům. Ale již v roce 1356 se začala z nevelkého ohniska v Hesensku šířit nová pandemie do celé Evropy. Její kulminace v letech 1357–1360 a 1363–1366 zasáhla téměř celý známý svět. Tato druhá vlna moru se však již Čechám nevyhnula. V našich zemích ji máme bezpečně doloženou v letech 1357–1363. Tato vlna moru, která prošla celou Evropu, nebyla rozhodně vlnou poslední.

### 15.–18. století

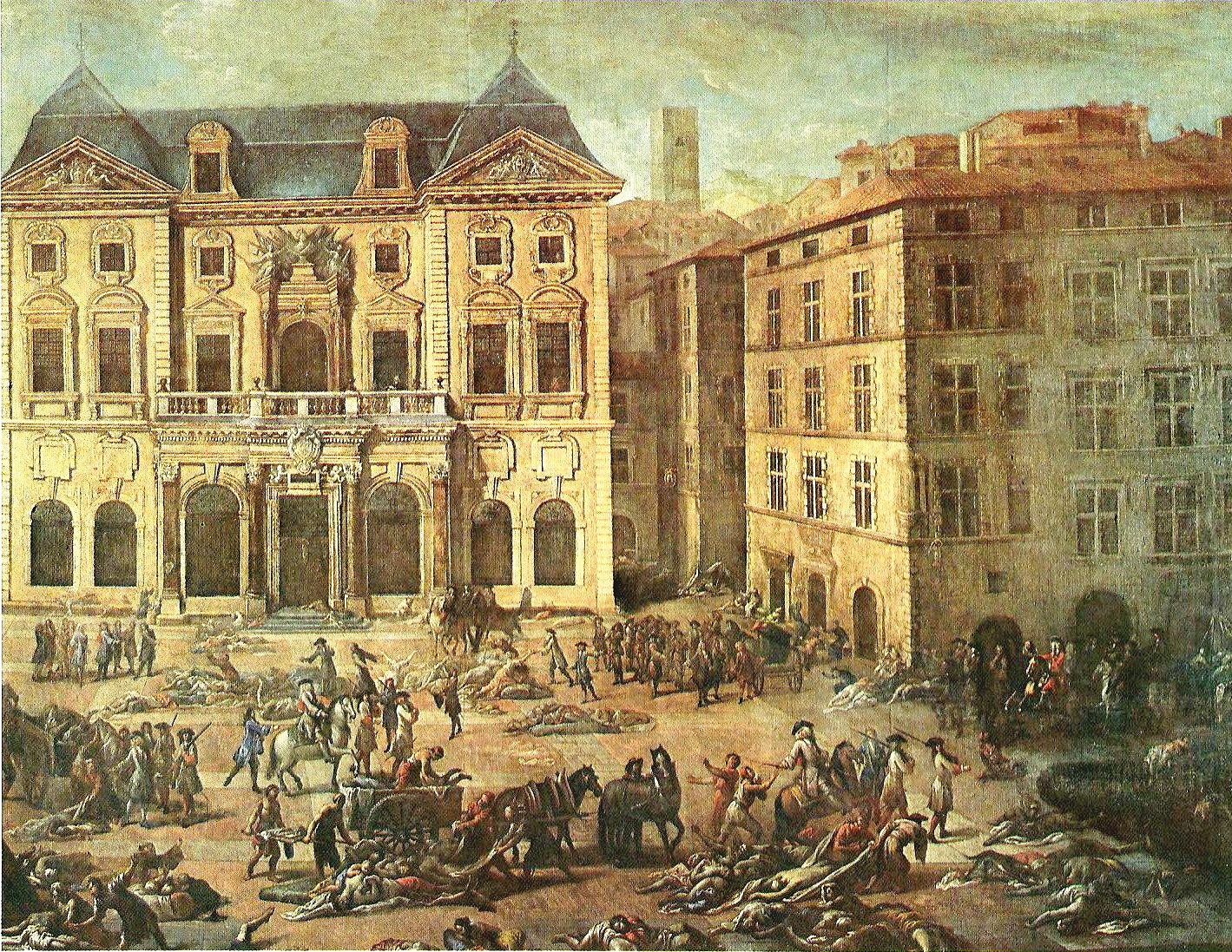
Před radnicí v Marseille roku 1720. Poslední epidemie moru v západní Evropě.

V následujícím století se vracela ve zhruba dvacetiletých intervalech, nikdy už ale nezasáhla celou Evropu. Po 15. století útoky moru na Evropu byly méně časté, mezi větší epidemie z té doby patří např. Velký londýnský mor v letech 1665–1666 (který se ale rozšířil rychleji než ten před 3 staletími), mor v Itálii 1629–1631 nebo vídeňský v roce 1679, který roku 1680 zasáhl i České země a vyžádal si zde na 100 000 obětí. Poslední významný výskyt moru v západní Evropě je epidemie v Marseille v letech 1720–1721. Poslední epidemie v Čechách a na Moravě byla v letech 1713–1715. V Praze si tato epidemie vyžádala 12–13 000 obětí, tedy asi 1/4 populace.
Mor se do Evropy často šířil z Osmanské říše. V roce 1771 propukla velká morová epidemie v Moskvě. Mor se poprvé objevil mezi ruskými vojáky na bojišti rusko-turecké války a přes Ukrajinu se dostal až do Moskvy, kde si vyžádal přibližně 100 000 obětí. Poslední velká epidemie moru na evropské půdě zasáhla roku 1813 Bukurešť, kam se dostala z tureckého Istanbulu.

### Třetí morová pandemie
Třetí morová pandemie vypukla v 19. století v Číně (Jün-nan roku 1855), kde si vyžádala miliony obětí, a postupně se rozšířila do Indie a na všechny kontinenty včetně Severní Ameriky. Celkem ve světě zemřelo 15 milionů lidí.

## Mor v současnosti

### Současný výskyt moru

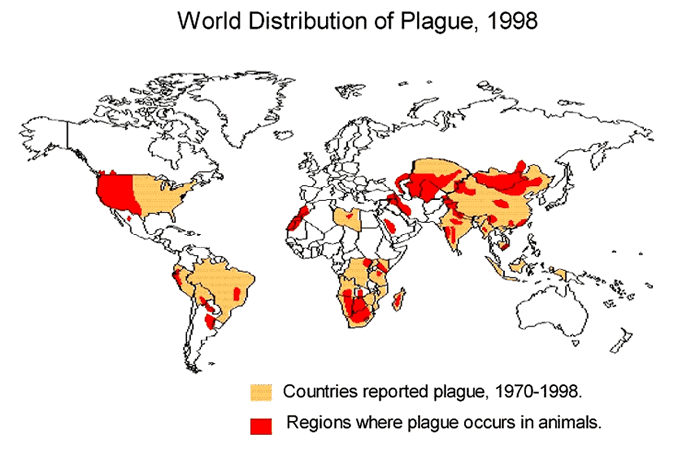
Rozšíření nemoci v letech 1970–1998

V současnosti se v České republice, stejně tak jako v celé Evropě, onemocnění téměř nevyskytuje, je však stále hlášeno z obou Amerik, jižní a jihovýchodní Asie a Afriky:
Původce nemoci je stále přítomný ve zvířecích populacích od Kavkazu směrem na východ přes centrální Rusko, Kazachstán, Mongolsko a části Číny; v Jihozápadní a Jihovýchodní Asii, Jižní a Východní Africe včetně Madagaskaru, v Severní Americe od pobřeží Tichého oceánu směrem na východ k Velkým pláním a z Britské Kolumbie až po Mexiko. V Jižní Americe se vyskytuje na dvou místech v Andách a v Brazílii. Původce nemoci se již nevyskytuje ve zvířecích populacích v Evropě a Austrálii.

### Největší výskyt nemoci v posledních letech
V říjnu roku 2017 propukla větší epidemie plicního a také dýmějového moru na Madagaskaru, celkem bylo v této epidemii hlášeno 2417 nakažených a 209 jich zemřelo.Dle ČTK byl na Madagaskaru každý rok od roku 1980 zaznamenán alespoň jeden případ tohoto onemocnění.
| kdy         | kde                          | případy | úmrtí |
| ----------- | ---------------------------- | ------- | ----- |
| 2001 březen | Zambie                       | 21      | 3     |
| 2002 únor   | Indie                        | 19      | 4     |
| 2002 květen | Malawi                       | 71      | 2     |
| 2005 březen | Demokratická republika Kongo | 130     | 57    |
| 2006 červen | Demokratická republika Kongo | 100     | 15    |
| 2013        | Madagaskar                   | 256     | 80    |
| 2015        | USA                          | 15      | 4     |

## Sporné hypotézy
Velmi rychlé šíření moru v některých historických obdobích vyvolalo některé spekulativní a neúplně prokázané hypotézy:
- Některé tzv. morové epidemie nebyly bakteriální podstaty, nýbrž virové.[14] Susan Scottová, Christophera Duncan a Stephen O'Brien opírají svou hypotézu o biologické důkazy.
- Mor přenášely některé druhy ptáků. Publicista Darius Nosreti v roce 2002 prokázal, že některé lokality historického zdroje infekce (např. poušť Gobi a západní Afrika) figurují jako zimoviště čápů. Znamenalo by to, že sekundárním hostitelem morové blechy v určitých obdobích historie byl nejen člověk, ale i někteří ptáci.[15]

## Odrazy v umění

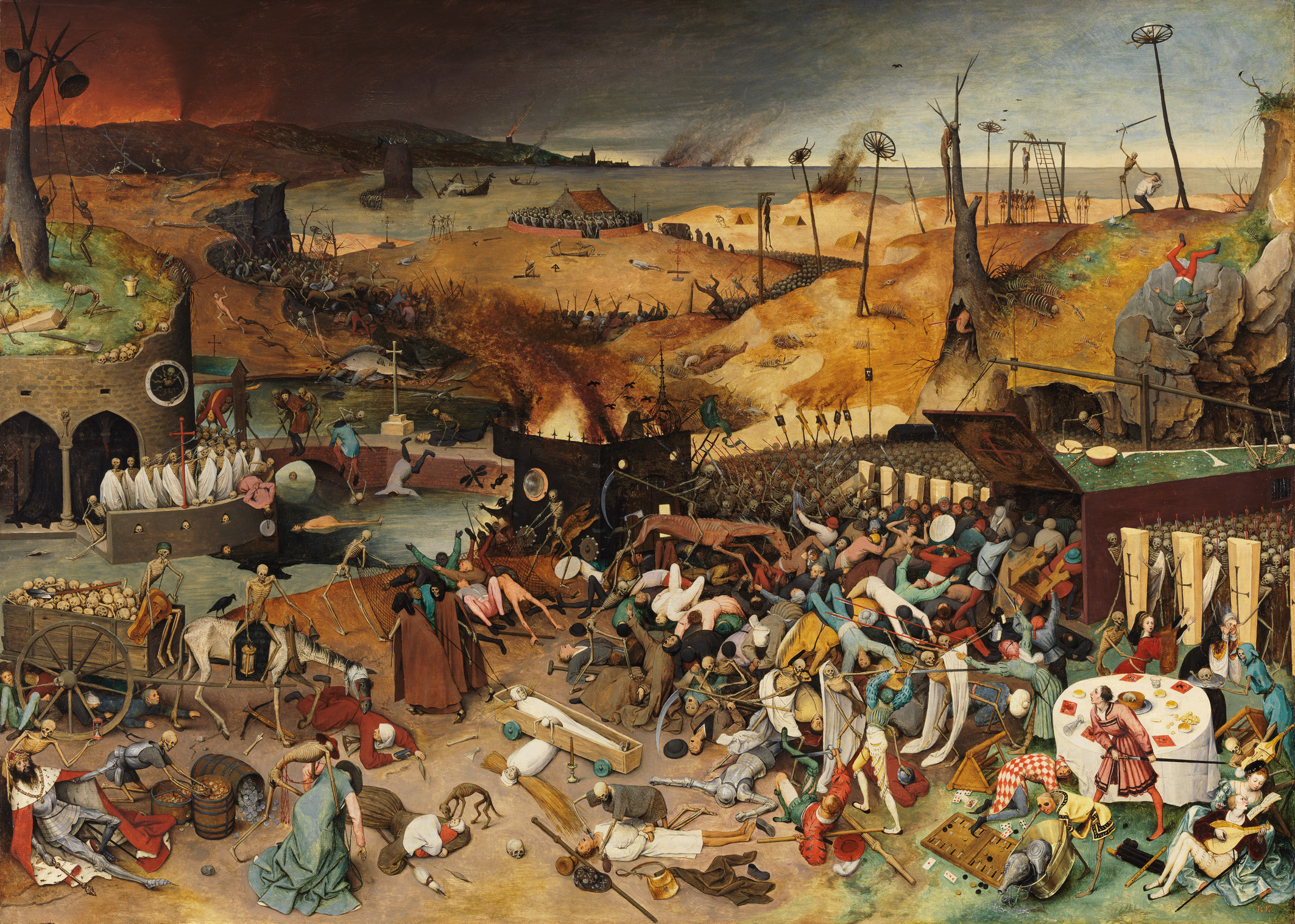
Triumf smrti (asi 1562) od Pietera Brueghela je reakcí na časté morové epidemie

Nejznámějším z děl reflektujících středověké morové epidemie je Dekameron – dílo, které v letech 1348 až 1353 napsal italský renesanční básník a novelista Giovanni Boccaccio. Jde o soubor sta novel o lásce uspořádaných do deseti oddílů po deseti příbězích, tak jak si je den po dni po deset dní vypráví deset mladých lidí, kteří utekli z města na venkov, aby se zachránili před morem, jenž roku 1348 vypukl v italské Florencii. V úvodu Dekameronu se nachází rovněž jeden z nejvýznamnějších a nejpodrobnějších popisů moru ve středověku.